# Cold Aston
Cold Aston é uma paróquia e aldeia do distrito de Cotswold, no condado de Gloucestershire, na Inglaterra. De acordo com o Censo de 2011, tinha 256 habitantes. Tem uma área de 9,61km². É considerada como uma Area of Outstanding Natural Beauty ou Zona de Grande Beleza Natural.